# Melanie Hauss
Pour les articles homonymes, voir Annaheim.
Melanie Hauss, née Annaheim le 20 décembre 1982 à Aarau, est une triathlète suisse, championne d'Europe par équipes avec Nicola Spirig et Daniela Ryf en 2008.

## Biographie

### Jeunesse
Dès son enfance, Melanie Hauss soutenu par ses parents pratique plusieurs sports individuels basés sur endurance (ski, natation, randonnée, vélo, course etc.), sans pression et d'obligation de résultat. Elle grandit à Lostorf dans le district de Gösgen, elle participe à des courses à pied dans la ville la plus proche. Elle commence la compétition de haut niveau à l'âge de 22 ans, elle finira 8e des championnats d'Europe espoirs l'année suivante.

### Carrière en triathlon
Melanie est championne d'Europe par équipes en 2008 avec Nicola Spirig et Daniela Ryf, elle finit 8e l'année d'après aux championnats d'Europe à Holten aux Pays-Bas. Elle est médaillée d'argent aux championnats du monde de triathlon en relais mixte 2011 à Lausanne avec ses compatriotes Nicola Spirig, Sven Riederer et Ruedi Wild. Aux championnats du monde de triathlon 2011, elle termine troisième de la finale à Pékin et dixième du classement général. À l'âge de 31 ans, à la fin de la saison 2013, elle prend sa retraite sportive après une année entière de problème de dos pendant les courses où elle ne peut rivaliser avec les meilleurs mondiales. Sa plus belle performance de cette année aux problèmes physiques, fut la médaille d'argent aux championnats de Suisse sprint, derrière la championne Daniela Ryf.

### Vie privée
Elle épouse le 22 septembre 2012 le triathlète français David Hauss champion d'Europe 2015, ils sont les parents d'un petit garçon né en 2015. Son jeune frère Matthias Annaheim a pratiqué aussi le triathlon, il finit douzième d'une étape de coupe d'Europe en 2009.

## Palmarès
Le tableau présente les résultats les plus significatifs (podium) obtenus sur le circuit international de triathlon et d'aquathlon depuis 2008,.
| Année | Compétition                                        | Pays    | Position           | Temps           |
| ----- | -------------------------------------------------- | ------- | ------------------ | --------------- |
| 2013  | Championnat de Suisse sprint                       | Suisse  | Médaille d'argent  | 0 h 51 min 14 s |
| 2011  | Championnats du monde de triathlon en relais mixte | Suisse  | Médaille d'argent  | 1 h 9 min 29 s  |
| 2011  | Championnats du monde - finale de Pékin            | Chine   | Médaille de bronze | 1 h 28 min 58 s |
| 2010  | Coupe d'Afrique - étape de Maurice                 | Maurice | Médaille d'or      | 2 h 20 min 28 s |
| 2010  | Aquathlon Indoor de Vittel                         | France  | Médaille d'or      | 6 min 46 s      |
| 2009  | Championnat de Suisse                              | Suisse  | Médaille de bronze | 2 h 13 min 17 s |
| 2009  | Aquathlon Indoor de Vittel                         | France  | Médaille d'or      | 6 min 50 s      |
| 2008  | Championnat d'Europe par équipes – Femmes          | Suisse  | Médaille d'or      | Timing          |
| 2008  | Coupe d'Europe - étape de Pontevedra               | Italie  | Médaille d'argent  | 2 h 6 min 37 s  |